# Prêtres du séminaire
Les prêtres du séminaire sont des prêtres formés dans des maisons d’étude ou les séminaires anglais sur le continent européen à la suite de l’introduction des lois interdisant le catholicisme en Grande-Bretagne.
Le terme de « prêtre du séminaire » distingue en particulier les hommes de ceux qui avaient été formés en Angleterre à une époque antérieure, en particulier, au temps de la reine Marie Ire. Ces derniers, souvent appelés « prêtres maristes », et ceux qui les avaient précédés, furent en effet ordonnés prêtres à une époque où le système de formation des prêtres dans des séminaires n’avait pas encore été introduit dans l’Église catholique. Les prêtres maristes n’étaient donc pas des prêtres du séminaire parce que cette institution devait être instituée par le concile de Trente.
Les séminaires anglais comprennent celui de Douai, dès 1568, puis les autres à Rome après 1579, Valladolid après 1589, Séville après 1592, Saint-Omer (plus tard, à Bruges et Liège) à partir de 1593, et Lisbonne après 1628. Le collège anglais de Douai a été transféré à Reims pendant les années 1578-1593.
Le premier des prêtres du séminaire à mourir pour sa foi est saint Cuthbert Mayne, raison pour laquelle il est parfois honoré du titre de « premier martyr des prêtres du Séminaire ».

## Sources
- (en) Cet article est partiellement ou en totalité issu de l’article de Wikipédia en anglais intitulé « Seminary priest » (voir la liste des auteurs).